# Maria Santissima Desolata (Nápoly)
A Maria Santissima Desolata egy nápolyi templom. 1905-ben építették, az Agnano-tó egy részének lecsapolása után épített városrész építésével egyidőben. A homlokzat hat tartóoszlopa neoklasszikus vonásokat kölcsönöz az épületnek.